# Marie Louise Élisabeth av Orléans

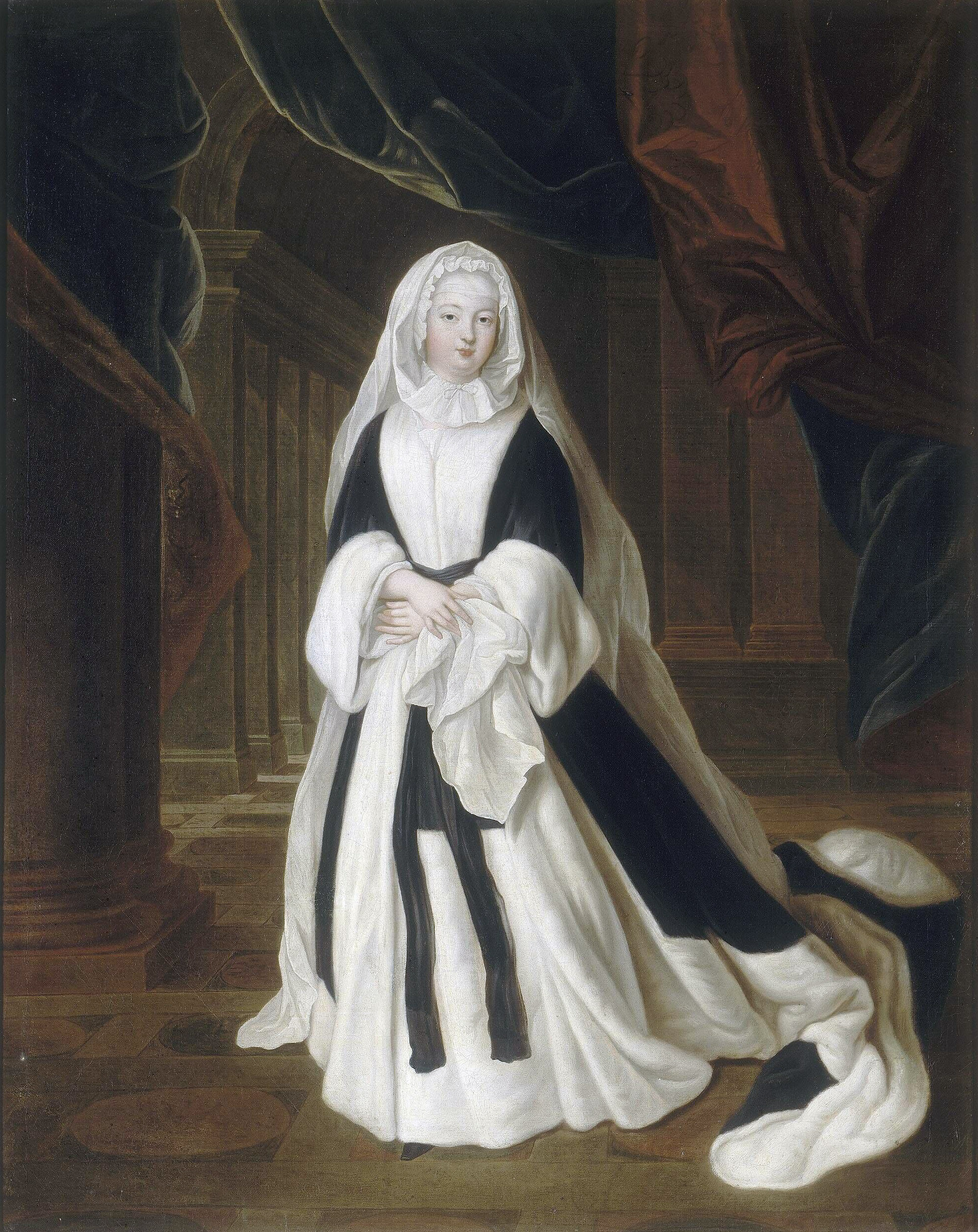
Marie Louise Élisabeth av Orléans i sorgkläder som änka.

Marie Louise Élisabeth av Orléans, född 20 augusti 1695, död 21 juli 1719, var en fransk prinsessa; hertiginna av Berry genom äktenskap med sin kusin hertig Karl av Berry. Hon var dotter till den franske regenten hertig Filip II av Orléans, Ludvig XIV:s brorson, och Ludvig XIV:s och Madame de Montespans dotter Françoise-Marie de Bourbon.

## Uppväxt
Marie Louise växte upp i föräldrarnas hem Palais-Royal i Paris. Efter en svår sjukdom vid sex års ålder, under vilken hon vårdades av fadern, blev hon sin fars favorit och beskrivs som mycket bortskämd. 
Vid tio års ålder 1710 drabbades hon av smittkoppor och var dödförklarad i sex timmar, och efter detta fick hon tillåtelse att äta middag med sin fars farbror, kung Ludvig XIV. Det var ett privilegium som normalt endast tillkom monarkens barn och barnbarn, och som skapade avund vid hovet.

## Äktenskap
Marie Louise gifte sig med sin kusin, tronföljarens tredje son prins Karl, hertig av Berry, den 6 juli 1710 i Versailles. Vigseln skedde dagen efter ankomsten av en påvlig dispens. Ursprungligen hade hennes kusin Louise-Elisabeth de Bourbon varit påtänkt som Berrys brud, men Berrys svägerska, Marie-Adélaïde av Savojen, avgjorde saken till Marie Louises favör.  
Relationen mellan Marie Louise och Karl var lycklig under smekmånaden men blev sedan stormig, och deras gräl ogillades av kungen. Hennes moster, Louise-Françoise de Bourbon, ska ha varit ansvarig för ryktet om att hon hade ett incestuöst kärleksförhållande med sin far. Vid ett tillfälle berusade hon sig med sin far under en middag med maken, en episod som hovet dolde för kungen. Hon umgicks ofta med sin faster och med sin svägerska. 
Marie Louise beskrivs som arrogant och utmanande: vid ett bröllop bar hon offentligt samtliga kronjuveler, som kungen hade lånat henne. I juni 1711 fick Marie Louise missfall orsakat av att kungen tvingade henne att resa i en skakig vagn under de sista stadierna av sin graviditet, och 26 mars 1713 födde hon en son som avled som spädbarn.  
I november 1713 blev det uppenbart vid hovet att maken var otrogen med en av hennes kammarjungfrur, men då hon gjorde detsamma med en Monsieur La Haye hotade maken att spärra in henne i kloster och utsatte henne för misshandel genom att sparka henne offentligt. Den 5 maj 1714 avled maken av invärtes skador efter en jaktolycka. 16 juni födde Marie Louise en dotter som dog strax efteråt.

## Under faderns regeringstid
Vid Ludvig XIV:s död 1 september 1715 blev hennes far Frankrikes regent som förmyndare för den minderårige Ludvig XV. Marie Louise bosatte sig 23 september i Luxembourgpalatset i Paris, mottog ett eget vaktgarde och en inkomst på 600 000 livres av sin far och turades om med sin mor om att hålla kungliga representationsmiddagar. Hon var värdinna för tsar Peter den store av Ryssland vid hans statsbesök 21 mars 1717. Den middag hon år 1718 gav för sin faster Elisabeth Charlotte av Pfalz blev berömd och ansågs vara säsongens höjdpunkt. Hon blev impopulär i Paris efter att ha stängt Luxembourgparken för allmänheten, varefter hennes kusiner Condé istället öppnade parken vid Hôtel de Condé. 
Marie Louise blev centrum för många skandaler under faderns regeringstid. Trots att hon officiellt befann sig i en sorgeperiod efter maken vid Ludvig XIV:s död, engagerade hon sig genast i ett aktivt nöjesliv. Hon tillät spel i sitt residens, särskilt Lansquenet. Den 4 januari 1716 deltog hon inkognito på en maskerad på Operan. Tre veckor senare isolerade hon sig i sitt residens, officiellt på grund av en förkylning. I själva verket genomgick hon en förlossning av en dotter, som dog tre dagar senare. Detta uppfattades som en skandal och rapporterades i Gazette de la Régence 6 februari 1716. Hon jämfördes med Messalina och drottning Margot och gav upphov till flera satiriska verser, bland dem sången "Les couches de la Duchesse de Berry".      
Under tsarens statsbesök beskrivs hon i pressen som "stor", dvs synbart gravid, och det var vid denna tidpunkt som Voltaire blev arresterad efter att ha sagt till en polisspion att regentens dotter var en hora och hade rest till sitt slott La Muette för att föda barn. Samtida källor bekräftar att hon tillbringade våren och sommaren 1717 på sitt slott Château de la Muette och hade slutat rida, vilket gav upphov till rykten och skvaller. Tidningen Gazette de la Régence rapporterade i juni att hon befann sig i ett kritiskt uppsvullet tillstånd, då hon slutligen mottog frukten av sina älskare. 
Marie Louises utomäktenskapliga graviditeter var en öppen hemlighet och skapade rykten om hennes sexualliv, och poeter och satiriska verser besjöng hennes sexliv och påstod att hon alltid hade en penis till hands, från både fram- och baksidan. Vid jul 1717, då hon tillsammans med fadern agerade värd för hovets julfirande, stammade en välkänd satir: "Mycket stor av barn/Den fruktsamma Berry/Sade i ödmjuk pose/Mycket sorgsen till hjärtat:/Herre, Jag kommer ej längre att ha sådana lustfyllda begär/Jag vill endast ha Rions/Ibland min far/Här och där mina vakter." Denna vers blev berömd.     
Den 2 april 1719 nedkom hon med en dödfödd dotter. Förlossningsarbetet var mycket svårt och det rådde osäkerhet om huruvida hon skulle överleva. Den tillkallade prästen vägrade dock att ge henne sakramenten, eller låta någon annan präst göra det, om hon inte först sände bort fadern till barnet, sin gardeskapten Sicaire Antonin Armand Auguste Nicolas d'Aydie, Chevalier de Rion, men hon vägrade att göra detta. Hon överlevde förlossningen, men gifte sig strax därefter i hemlighet med Rion för att beveka kyrkan. Fadern ogillade äktenskapet och förvisade Rion från Paris. Marie Louise själv höll en mottagning till ära för sin far på Château de Meudon. Hon var då fortfarande medtagen efter förlossningen, och när hon blev förkyld under mottagningen försvagades hennes hälsa så svårt att det ledde till hennes död. Hon avled på Château de la Muette 21 juli. Enligt uppgift visade obduktionen att hon var gravid vid tidpunkten för sin död.